# Handball League Playout 2023
Das Quickline Handball League Playout 2023 war das Playout der Handball League 2022/23. Es war das 8. Playout der Handball League, der höchsten Spielklasse des Handballs der Männer in der Schweiz. Der RTV 1879 Basel spielte gegen den HSC Kreuzlingen.

## Modus
Das Playout wurde im Best-of-Five-Modus ausgetragen. Der Zweitletzte spielte gegen den Letzten der Hauptrunde.

## Übersicht
|  | 9  | RTV 1879 Basel  | 20 | 26 | 25 | 36       | 36        |
|  | 10 | HSC Kreuzlingen | 18 | 27 | 24 | 38 n. V. | 37 n. 2V. |

## Spiele
Übersicht
| Mittwoch, 5. April 2023 19:30 Uhr | RTV 1879 Basel          | 20:18        | HSC Kreuzlingen        | Rankhof, Basel Zuschauer: 350 Schiedsrichter: Brunner & Salah |
| Mittwoch, 5. April 2023 19:30 Uhr | meiste Tore: Čagalj (6) | (8:6)        | meiste Tore: Dedaj (5) | Rankhof, Basel Zuschauer: 350 Schiedsrichter: Brunner & Salah |
| Mittwoch, 5. April 2023 19:30 Uhr | Strafen: 1×             | Spielbericht | Strafen: 1×            | Rankhof, Basel Zuschauer: 350 Schiedsrichter: Brunner & Salah |

| Samstag, 8. April 2023 19:00 Uhr | HSC Kreuzlingen            | 27:26        | RTV 1879 Basel          | Sporthalle Egelsee, Kreuzlingen Zuschauer: 635 Schiedsrichter: Abalo & Maurer |
| Samstag, 8. April 2023 19:00 Uhr | meiste Tore: Gonschor (10) | (13:13)      | meiste Tore: Spende (8) | Sporthalle Egelsee, Kreuzlingen Zuschauer: 635 Schiedsrichter: Abalo & Maurer |
| Samstag, 8. April 2023 19:00 Uhr | Strafen: 1×                | Spielbericht | Strafen: 1×             | Sporthalle Egelsee, Kreuzlingen Zuschauer: 635 Schiedsrichter: Abalo & Maurer |

- Alan Lutz (Kreuzlingen) erhielt nach 48:03 min Spielzeit die Rote Karte.

| Mittwoch, 12. April 2023 19:30 Uhr | RTV 1879 Basel                        | 25:24        | HSC Kreuzlingen                 | Rankhof, Basel Zuschauer: 500 Schiedsrichter: Capoccia & Jucker |
| Mittwoch, 12. April 2023 19:30 Uhr | meiste Tore: Freiberg & Spende (Je 6) | (11:16)      | meiste Tore: Dre. Tahirukaj (7) | Rankhof, Basel Zuschauer: 500 Schiedsrichter: Capoccia & Jucker |
| Mittwoch, 12. April 2023 19:30 Uhr | Strafen: 3×                           | Spielbericht | Strafen: 2×                     | Rankhof, Basel Zuschauer: 500 Schiedsrichter: Capoccia & Jucker |

- Attila Kun (Kreuzlingen) erhielt nach 42:17 mnin Spielzeit die Rote Karte.

| Samstag, 15. April 2023 19:00 Uhr | HSC Kreuzlingen                  | 38:36 n. V.      | RTV 1879 Basel           | Sporthalle Egelsee, Kreuzlingen Zuschauer: 750 Schiedsrichter: Boshkoski & Stalder |
| Samstag, 15. April 2023 19:00 Uhr | meiste Tore: Dre. Tahirukaj (11) | (14:17), (32:32) | meiste Tore: Spende (10) | Sporthalle Egelsee, Kreuzlingen Zuschauer: 750 Schiedsrichter: Boshkoski & Stalder |
| Samstag, 15. April 2023 19:00 Uhr | Strafen: 2× 4×                   | Spielbericht     | Strafen: 2× 5×           | Sporthalle Egelsee, Kreuzlingen Zuschauer: 750 Schiedsrichter: Boshkoski & Stalder |

| Donnerstag, 20. April 2023 19:30 Uhr | RTV 1879 Basel           | 36:37 n. 2. V.            | HSC Kreuzlingen         | Rankhof, Basel Zuschauer: 1200 Schiedsrichter: Brunner & Salah |
| Donnerstag, 20. April 2023 19:30 Uhr | meiste Tore: Spende (12) | (13:14), (26:26), (32:32) | meiste Tore: Dedaj (10) | Rankhof, Basel Zuschauer: 1200 Schiedsrichter: Brunner & Salah |
| Donnerstag, 20. April 2023 19:30 Uhr | Strafen: 2×              | Spielbericht              | Strafen: 2×             | Rankhof, Basel Zuschauer: 1200 Schiedsrichter: Brunner & Salah |